# Messerschmitt Bf 108

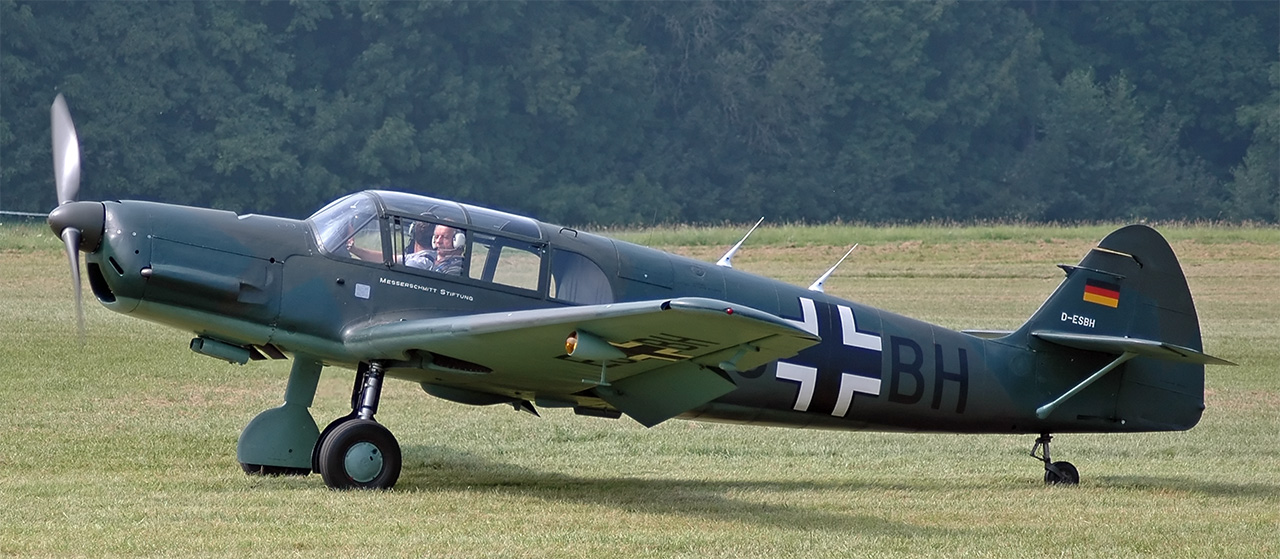
De Bf 108 in moderne insignes

De Messerschmitt Bf 108 Taifun, is een Duits vliegtuig uit het Interbellum dat in 1934 door Bayerische Flugzeugwerke werd ontworpen als sportvliegtuig met typeaanduiding BFW M 37.
De grote, metalen laagdekker viel op door zijn snelheid en klimvermogen. Deze goede vliegeigenschappen waren mede mogelijk door het aerodynamisch gunstige profiel dat de Bf 108 had als eendekker met inklapbaar landingsgestel.
Het Duitse Ministerie van Luchtvaart en de Luftwaffe vonden het toestel zo goed dat ze besloten het voor militaire doeleinden te testen. De Bf 108 bleek zeer geschikt en kwam vanaf 1936 in productie. Er werd een sterke radio in aangebracht, omdat het als verbindings- en verkenningsvliegtuig zou worden gebruikt. Er waren vier versies: A, B, C en D.
Duitsland leverde de Bf 108 aan enkele bondgenoten en bevriende landen als Hongarije en Roemenië. Vanaf 1942 werd het type ook in het bezette Frankrijk geproduceerd, waar de productie na de oorlog werd voortgezet onder de aanduiding Nord 1000. Inclusief deze Franse toestellen zijn er in totaal 885 stuks gebouwd. De ML-KNIL heeft één exemplaar in dienst gehad in 1942, dat tijdens de mobilisatie in beslag was genomen bij een particulier.
Het Monument Messerschmitt Bf 108 in de Belgische deelgemeente Vucht vertelt het verhaal van de Messerschmitt Bf 108 Taifun die daar op 10 januari 1940 een noodlanding maakte met de plannen van Fall Gelb aan boord.
Vooroorlogse ontwerpen:
S 7 ·
S 8 ·
S 9 ·
S 10 ·
S 13 ·
S 14 ·
S 15 ·
S 16 ·
M 17 ·
M 18 ·
M 19 ·
M 20 ·
M 21 ·
M 22 ·
M 23 ·
M 24 ·
M 25 ·
M 26 ·
M 27 ·
M 28 ·
M 29 ·
M 30 ·
M 31 ·
M 33 ·
M 35 ·
M 36 · 
M 37
Ontwerpen 1933-1945:
Bf 108 · 
Bf 109 ·
Bf 109TL ·
Bf 109Z ·
Bf 110 ·
Bf 161 ·
Bf 162 ·
Me 163 · 
Me 209 ·
Me 210 ·
Me 261 ·
Me 262 · 
Me 263 ·
Me 264 · 
Me 265 · 
Me 290 · 
Me 309 ·
Me 309Z ·
Me 321 · 
Me 323 · 
Me 328 · 
Me 334 ·
Me 410 · 
Me 509 · 
Projecten tot 1945:
P.1051 ·
P.1062 ·
P.1065 ·
P.1070 ·
P.1073 ·
P.1092 ·
P.1095 ·
P.1099 ·
P.1100 ·
P.1101 ·
P.1102 ·
P.1103 ·
P.1104 ·
P.1106 ·
P.1107 ·
P.1108 ·
P.1109 ·
P.1110 ·
P.1111 ·
P.1112
Libelle ·
Schwalbe ·
Wespe ·
P.08.01 ·
Zerstörer Project II
Overig:
C-44